# Il libro degli errori
Il libro degli errori è una raccolta di filastrocche e di racconti brevi scritti da Gianni Rodari, pubblicata nel 1964.

## Storia editoriale
La prima edizione uscì, illustrata da Bruno Munari, nella collana Libri per ragazzi dell'Einaudi nel 1964. La seconda edizione del 1977, nella collana Gli Struzzi dello stesso editore, era invece completamente priva d'illustrazioni. Seguirono altre edizioni affidate anche ad altri illustratori.

## Contenuto
In questa sezione i titoli delle filastrocche sono indicati in corsivo e quelli dei racconti in tondo.

### Parte prima.Errori in rosso
La prima parte ha come filo conduttore gli errori di ortografia, di pronuncia o di grammatica, spesso rilevati dal pedante professor Grammaticus, che compare come personaggio in diversi brani.

#### Filastrocchee racconti
1. Per colpa di un accento
2. Aiuto!
3. Un carattere pacifico
4. Essere e avere
5. Un incidente
6. Il biglietto perduto
7. Il professore e la bomba
8. Domenica nei bosci
9. L'arbitro Giustino
10. Il povero ane
11. Canzoni per sbaglio
12. Ladro di «erre»
13. Il cielo è maturo
14. Un oratore
15. La voce della «coscenza»
16. Il diavolo
17. Tanto dolore per nulla
18. Il Ghiro d'Italia
19. La riforma della grammatica
20. L'Acca in fuga
21. Dick Fapresto
22. Il grande inventore
23. L'insalata sbagliata
24. Il professor Grammaticus
25. La macchina ammazzaerrori
26. Il matto
27. Comunicato straordinario
28. Italia piccola
29. Il museo degli errori
30. In Sardegna
31. Il serpente bidone
32. Il professor Sospeso
33. Dal treno
34. La strada sbagliata
35. La strega
36. Le teste scambiate
37. Il «trantran»
38. Il triste Enrico
39. La torre pendente
40. L'ultimo giorno di «squola»
41. Il «verbo solitario»
42. Viaggio in Lamponia

### Parte seconda.Errori in blu
La seconda parte verte su errori che derivano da fraintendimenti o concezioni sbagliate della realtà.

#### Filastrocchee racconti
1. Armi dell'allegria
2. Bambini e bambole
3. L'uomo più bravo del mondo
4. Chi comanda?
5. Un re senza corona
6. Il dromedario e il cammello
7. Il viaggio del grillo
8. L'eco sbagliato
9. Le due repubbliche
10. L'ultimo merlo
11. La mia mucca
12. Il monumento
13. Gli uomini a motore
14. Il povero Tommaso
15. Tonino l'Obbediente
16. Lamento dell'occhio
17. Il grosso moscone e il piccolo ippopotamo
18. A un bambino pittore
19. Poveretto o poveretti?
20. Proverbi
21. L'errore di un pulcino
22. Un re di legno
23. Rivoluzione
24. Due sognatori
25. Il sole nero
26. Il bambino e il tavolo
27. Che cosa farò da grande
28. Teste vuote
29. Titoli
30. Pier Tonto
31. Gli uomini di vetro
32. La torta in cielo
33. L'asino volante
34. Il funerale della volpe

### Parte terza.Trovate l'errore
Nella terza parte gli errori sono generati da deliberate disobbedienze alle "regole", con lo scopo di provocare un cambiamento.

#### Filastrocchee racconti
1. Una scuola grande come il mondo
2. La rondinella del circo Zenith
3. La sirena di Palermo
4. La bora e il ragioniere
5. Il tenore proibito
6. Canzone alla rovescia
7. Incontro sul ponte
8. Incontro con i maghi
9. Il cielo è di tutti
10. Guidoberto e gli Etruschi
11. I sette fratelli
12. Pigmalione
13. Il filo di Admeto
14. Il paese senza errori

## Edizioni
- Il libro degli errori, collana Libri per ragazzi, disegni di Bruno Munari, n. 15, Torino, Einaudi, 1964; San Dorligo della Valle, Einaudi Ragazzi, 2011, ISBN 978-88-792-6880-6; con Il Sole 24 Ore, 2012; con Corriere della Sera-La Gazzetta dello Sport, 2015-2020; con TV Sorrisi e Canzoni-la Repubblica, 2018.
- Il libro degli errori, collana Gli struzzi, n. 142 (ragazzi n. 7), Torino, Einaudi, 1977, ISBN 88-06-04834-1.
- Il libro degli errori, in I cinque libri, collana I millenni, disegni di Bruno Munari, con una nota di Pino Boero, Torino, Einaudi, 1993.
- Il libro degli errori, in I cinque libri, collana Einaudi Tascabili. Letteratura, disegni di Bruno Munari, con una nota di Pino Boero, n. 316, Torino, Einaudi, 1995.
- Il libro degli errori, illustrazioni di Francesco Altan, San Dorligo della Valle, Einaudi Ragazzi, 1993.
- Il libro degli errori, collana Storie e rime, illustrazioni di Alessio Sabbadini, San Dorligo della Valle, Einaudi Ragazzi, 2014, ISBN 978-88-665-6139-2.
- Il libro degli errori, collana Gold, illustrazioni di Chiara Armellini, San Dorligo della Valle, Einaudi Ragazzi, 2017, ISBN 978-88-665-6385-3.